# 무상급식

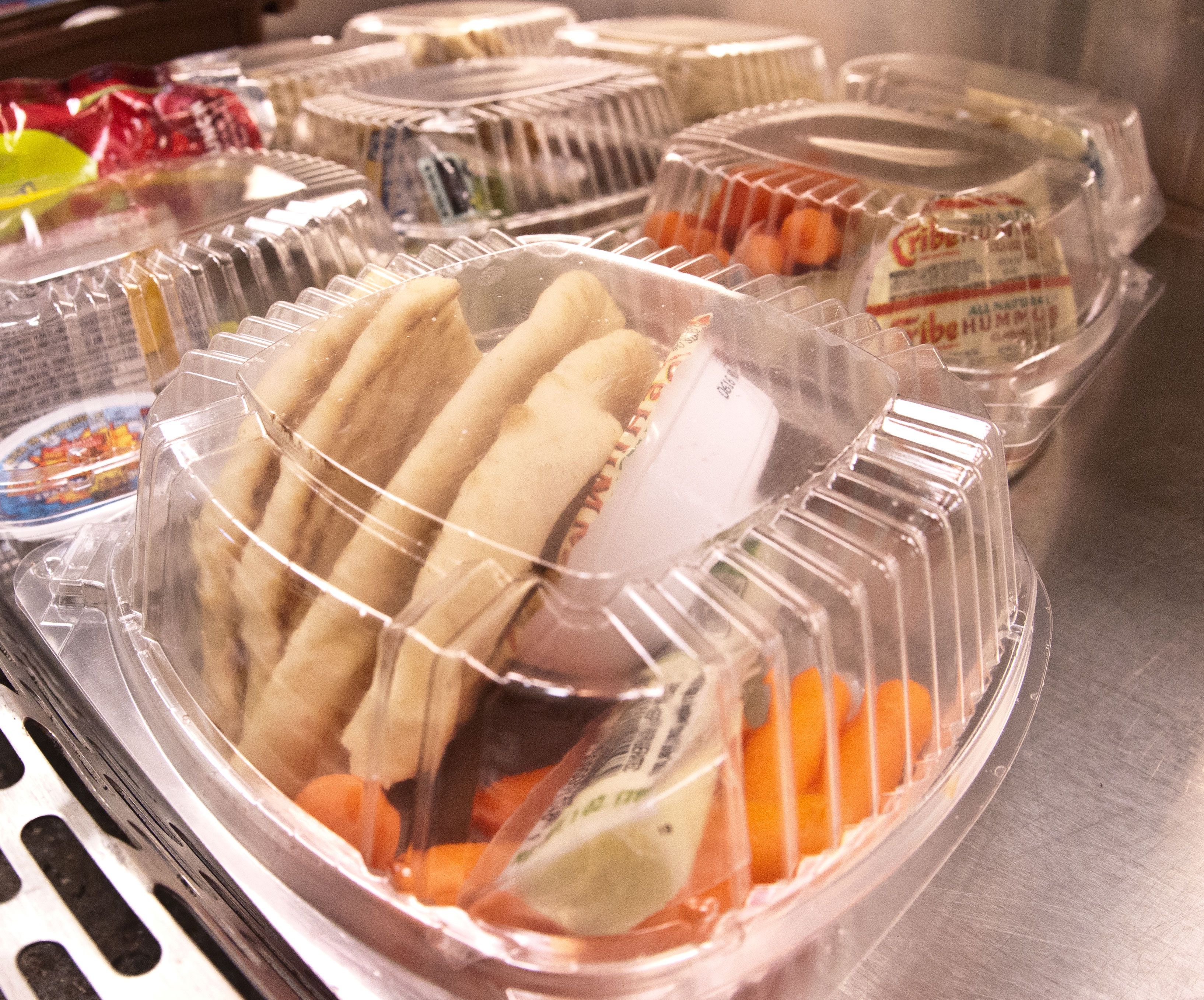
냉장 보관하고 있는 미국의 초등학교 급식

무상급식(無償給食)은 세금을 재원으로 학생들에게 무상으로 제공하는 학교 급식을 말한다. 고등학생까지는 무료로 제공받을 수 있다. 

## 세계의 사례
OECD 31개 회원국 중, 학교 무상급식 제도를 운영하는 나라는 네덜란드, 미국 등 20개국(전체의 65%)이며, 캐나다하고 독일 등 11개국은 전혀 운영하지 않는다. 이중 공립학교까지 포함하는 전면 무상급식을 실시하는 나라는 노르웨이, 핀란드, 두 개 나라에 불과하다.
 교육과학기술부의 자료에 따르면, 미국과 영국은 국립 초·중·고등학교에서 사회보호 대상자들만을 위한 선별적 무상급식을 실시하고 있으며, 일본은 국립학교는 무상급식을 하는 것을 원칙으로 하고 있다. 대한민국의 민주당은 국립초등학교, 국립중학교에 대해 전면 무상급식 실시할 것을 주장하고 있다. 무상급식 실시 비율은 2008년 기준, 미국 49.7%, 영국(초등)은 15.6%, 대한민국은 13%이다.    (2016년, 대한민국은 70.5%)

### 대한민국 무상급식 최초도입
자치 단체 단위로 대한민국에 최초 시행된 해는 2007년으로 경상남도 거창군에서 시작되었다. 당시 군수는 강석진 군수로 한나라당(현 국민의 힘) 소속이었다. 급식 식재료 구입비 지원은 2005년부터 시작되어 점진적으로 급식 지원을 확대하여 2006년 군의회에서 전면지원을 결의 2007년부터 시행되었다.
경상남도에서는 2008년에 남해군이 도입을 하였고, 2009~2010년 사이에 창녕, 고성, 함안, 의령, 하동, 합천, 산청, 통영에서 자발적으로 도입을 하였다.

### 대한민국 서울시의 사례

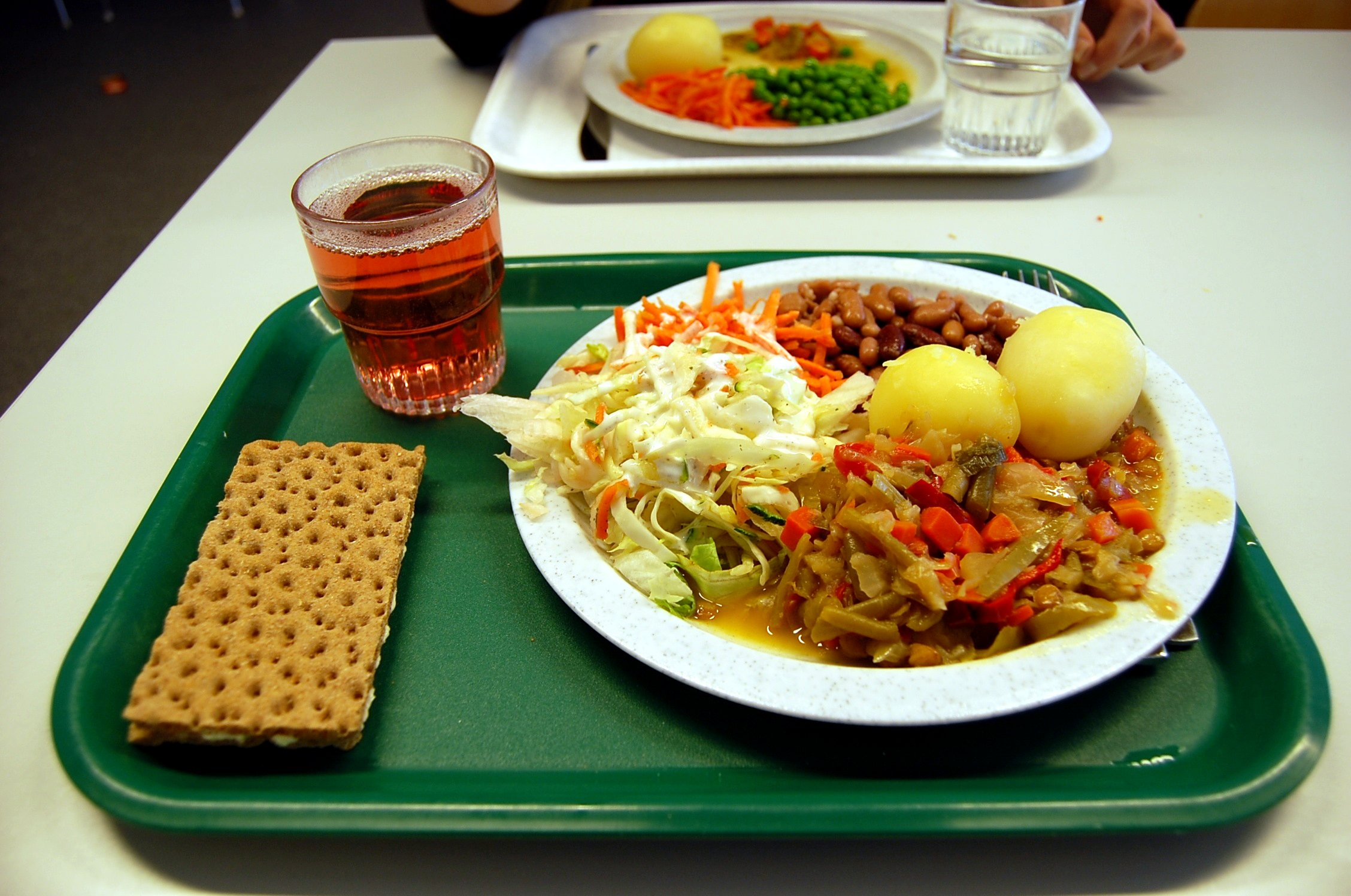
스웨덴의 급식

대한민국에서도 저소득층을 위해 무상급식이 실시되고 있으나, 2011년 이후로 초·중학교 내 전면 무상급식 논란이 제기된 이후로 전면 무상급식에 대해 찬성하는 사람들은 의무급식, 전면 무상급식에 대해 부정적인 사람들은 세금급식이라는 단어를 사용하는 사람들이 생겨났다.
오세훈 서울시장과 새누리당은 교육감선거와 지방선거의 여론을 의식하여 불가피하게 저소득층 30%에게 선별적으로 무상급식을 시행하도록 하겠다는 의견을 폈으나 민주당은 초등학교 저학년을 시작으로 중학생까지 전면 무상급식 정책을 시행해야 한다는 입장을 보이며 갈등을 빚었다. 2011년 8월 24일 주민투표에서 최종투표율 25.7%로 투표함을 개봉할 수 있는 투표율 33.3%를 달성하지 못해, 투표함이 폐기됨과 동시에 개표 득표율 33.3%에 미치지 못하여 1안과 2안 모두 부결 처리되었다. 2011년 8월 24일 주민투표에서 패배할 경우 시장직에서 사퇴하겠다고 밝힌 오세훈은 8월 26일 시장직을 사퇴했다. 이에 따라 서울시는 10월 재보선까지 부시장이 시장직을 대행하게 되었다. 서울시의회와 서울시교육청은 투표 개표 무산을 오세훈 패배로 규정하고 그동안 추진해오던 전면 무상급식을 추진하겠다는 입장이다. 그러나 서울시는 2011년 2학기 초등학교 5·6학년 무상급식 예산집행을 거부했다. 서울시는 무상급식을 현행대로 유지하기로 하고 5·6학년을 위해 예산은 법원의 결정을 지켜보겠다는 입장이다. 재보선에서 오세훈의 후임자로 당선된 박원순 시장의 뜻에 따라 초등학교 전체 무상급식이 실시되게 되었다.

### 대한민국 타 지자체
.. 이후 대한민국 거의 대부분 지자체에서 초, 중학생 전부에 대한 무상급식이 시행되고 있었지만 2015년에 홍준표 경상남도지사가 무상급식을 중단한다고 밝혀 논란이 되고 있다.
2015년 3월 29일 경남 마산 태봉고등학고 1학년 이현진 학생이 홍준표 지사의 무상급식중단에 재고려를 청원하는 편지를 올려 사회적, 국민적 문제를 야기했다.
무상급식 지속을 추진하는 단체에선 서명을 모아 주민투표를 하고자 했지만 경남도청에서는 주민투표 서명 모집 증명서 교부를 거부했다.

## 같이 보기
- 가치재
- 급식